# Ptiloglossa tarsata
Ptiloglossa tarsata är en biart som först beskrevs av Heinrich Friese 1900.  Ptiloglossa tarsata ingår i släktet Ptiloglossa och familjen korttungebin. Inga underarter finns listade i Catalogue of Life.